# Galápagoshäger
Galápagoshäger (Butorides sundevalli) är en fågel i familjen hägrar inom ordningen pelikanfåglar.

## Utbredning och systematik
Fågeln förekommer som namnet avslöjar enbart på Galápagosöarna. Den kategoriseras ofta som underart till mangrovehäger (B. striata).

## Status
IUCN erkänner den inte som art, varför den inte placeras i någon hotkategori.